# Euploea ribbei
Euploea ribbei är en fjärilsart som beskrevs av Johannes Karl Max Röber 1887. Euploea ribbei ingår i släktet Euploea och familjen praktfjärilar. Inga underarter finns listade i Catalogue of Life.